# Acide lactique
Les acides lactiques (acides hydroxypropanoïques) sont des acides organiques dont la chaîne est composée de trois atomes de carbone. Les ions lactate sont les bases conjuguées de ces acides (autrement dit, la forme ionisée des acides lactiques).
Les acides lactiques doivent leur nom par référence au lait, d'où un des énantiomères (l'acide L-lactique, ou S) a été isolé pour la première fois du lait aigre en 1780 par le chimiste suédois Carl Wilhelm Scheele,, mais il est largement présent (souvent dissocié  sous forme de lactate) dans les organismes vivants où il joue un rôle dans divers processus biochimiques (notamment la production d'énergie lors d'effort musculaire anaérobie), et dans des produits d'origine vivante, par exemple dans le vin, certains fruits et légumes, la choucroute et d'autres produits fermentés, etc.
Les acides lactiques sont des acides α-hydroxylés, de formule brute C3H6O3. Leur structure se reflète dans leur nom systématique : acide 2-hydroxypropanoïque.

## Chimie
L'atome de carbone 2 portant le groupe hydroxyle est asymétrique, rendant la molécule d'acide lactique chirale. Il se présente donc sous forme de deux énantiomères :
- (R)-acide lactique ou D(–)-acide lactique ;
- (S)-acide lactique ou L(+)-acide lactique.

En solution, le groupe carboxyle -COOH peut perdre un ion H+. Ainsi l'acide lactique CH3CHOHCOOH
(C3H6O3) se transforme en ion lactate : CH3CHOHCOO−.
En revanche, dans le muscle, il est ajouté au pyruvate (C3H3O3−) deux ions H+ pour former le lactate (C3H5O3−) .
Les acides lactiques sont solubles dans l'eau et considérés comme des acides faibles (pKa=3,90), c'est-à-dire que la réaction de dissociation dans l'eau n'est pas totale :
CH3CHOHCOOH + H2O ⇄ CH3CHOHCOO− + H3O+
On trouve donc à la fois en solution l'acide lactique et sa forme basique, l'ion lactate, en proportions variables selon le pH.

## Effort musculaire et fermentation lactique
L'ion S-lactate est l'un des produits-clés de la production d'énergie dans les muscles notamment. La respiration cellulaire (consommation de sucres en vue de produire de l'énergie) peut être décomposée en deux grandes étapes, la première est la glycolyse, la partie cytoplasmique du processus, qui a lieu en l'absence de dioxygène. Elle fournit du pyruvate, lequel alimente la seconde partie, mitochondriale, de la respiration cellulaire (cycle de Krebs et phosphorylation oxydative) qui aboutit à la réduction du dioxygène en eau. À un bout de la chaîne, du D-glucose est oxydé, et à l'autre, du dioxygène est réduit. L'énergie dégagée est récupérée par la cellule.
Si l'apport en oxygène est supérieur à la consommation de sucre, alors la totalité de l'acide pyruvique produit est immédiatement consommée dans la partie mitochondriale.
Si la consommation de sucre devient supérieure à l'apport en oxygène (efforts intenses) alors une partie de l'acide pyruvique produit en première partie de processus est réduite en acide S-lactique, ce qui permet au cycle oxydatif de la glycolyse de continuer. C'est une fermentation. La partie mitochondriale est saturée et le rendement énergétique s'en trouve très diminué. Néanmoins cette théorie consommation de sucre/consommation d'oxygène est remise en question. Quant au rendement énergétique anaérobie, il semble proportionnellement plus élevé que le rendement énergétique aérobie, contrairement à ce qui est admis généralement.
Le lactate passe la membrane cellulaire pour se retrouver dans la circulation sanguine. Le foie, les muscles squelettiques, le cœur et le cerveau peuvent utiliser ce substrat pour fournir de l'énergie. Le foie le recycle dans ce qu'on appelle la néoglucogenèse qui resynthétise du glucose pendant qu'une autre partie est oxydée par le myocarde ainsi que par les muscles moins sollicités par l'effort sportif. Le lactate est métabolisé environ une heure après l'effort sans aucune activité post effort sportif, soit bien avant l'apparition des courbatures, dont il n'est donc pas responsable.
Les courbatures n’ont aucune relation de cause à effet, ni de loin, ni de près avec l’accumulation du lactate dans le muscle .

## Fermentation bactérienne
Il existe deux grands types de fermentation bactérienne qui produisent de l'acide lactique : dans le vin et les produits laitiers.
- Dans le vin, il s'agit de la fermentation malolactique : l'acide L-malique, naturellement contenu dans le vin, est dégradé en acide L-lactique sous l'action des bactéries.
- Dans le lait et les produits laitiers, l'acide S-lactique provient de la dégradation du lactose par les bactéries. Plus un lait est frais, moins il contient d'acide S-lactique. La concentration en acide lactique dans un lait s'exprime en degré Dornic (°D) : 1 °D correspond à 0,1 g d'acide lactique par litre de lait. Un lait frais contient de 15  à   18 °D, il caille à 60–70 °D.

Les organismes responsables de l'apparition d'acide lactique sont les lactobacilles. Lorsqu'ils opèrent dans la bouche, l'acide lactique produit peut entraîner des caries.
Ce mode de fermentation lactique se produit aussi sur certains légumes (chou = choucroute, et autres légumes dits « lacto-fermentés »). L'acide lactique utilisé comme AHA dans les cosmétiques n'est pas extrait du lait, mais, par exemple, du sucre de betterave, de myrtille, etc.

## Utilisations

### Directement dans l'alimentation humaine
L'acide lactique est utilisé dans l'industrie alimentaire comme additif (E270) en tant qu'antioxygène, acidifiant ou exhausteur de goût. L’acide lactique se présente aussi sous forme de sels : sel de sodium (E325), de potassium (E326) et calcium (E327). Ces sels sont sous forme de poudre et sont également solubles dans l’eau. Il agit comme agent bactériostatique notamment sur des bactéries pathogènes comme la salmonelle (ou la listeria) et aussi un effet dépresseur d’activité de l'eau, ce qui permet une meilleure conservation des aliments comme la viande.
D'après plusieurs recherches, il semblerait que les bactéries productrices d'acide lactique aient un effet préventif contre certains cancers, notamment le cancer de la vessie.

### En cosmétique
Cet acide est parfois utilisé dans le cadre d'un peeling esthétique, notamment pour les peaux colorées (des gammes de produits de décoloration esthétique sont composées d'acide lactique) ; toutefois, cet acide doit être appliqué sous surveillance d'un dermatologue et dans des conditions de dosage et de dilution spécifique selon le type de carnation du patient.

### Comme agent décontaminant et détergent
L'acide lactique a gagné en importance dans l'industrie des détergents après les années 2000. C'est un bon détartrant, un dissolvant à savon et un agent antibactérien. Il est également avantageux sur le plan économique et s'inscrit dans une tendance vers des ingrédients plus sûrs pour l'environnement. L'acide lactique est utilisé dès lors aux États-Unis pour la décontamination bactérienne des carcasses bovines en abattoir. La viande bovine soumise à cette pratique a d'abord été interdite par l'Union européenne, car l'utilisation de l'acide lactique vise ici à corriger un manque d'hygiène lié à des pratiques d'abattage peu rigoureuses. Dans le cadre du compromis sur l'importation de la viande bovine nord-américaine vers l’Europe à la suite de l'embargo du bœuf aux hormones, cette utilisation a été finalement autorisée après la publication du règlement européen 101/2013 de début février 2013. En Europe, cette pratique est en principe traçable.

### Précurseur de matière plastique
L'acide lactique est polymérisé pour donner l'acide polylactique (PLA), une matière plastique biodégradable utilisée notamment pour les imprimantes 3D, pour l'emballage alimentaire et en chirurgie.

## Historique
L'acide lactique a été découvert par Carl Wilhelm Scheele (1742-1786).

## Commerce
La France, en 2014, est importatrice nette d'acide lactique, d'après les douanes françaises. Le prix moyen à la tonne à l'import était de 1 400 €.